# Абд аль-Самад
Абд аль-Самад Мешхеді (*прибл. 1510 рік —після 1595 року) — перський та індійський художник-мініатюрист, калігарф та сановник часів династій Сефевідів та Великих Моголів.

## Життєпис
Походив з родини сановників. Народився у м. Шираз (теперішній Іран). Замолоду перебрався до Тебризу, де розташовувався двір перського шаха Тахмаспа I. тут ознайомився з традиції тебризької та казвінської школи мініатюри. Водночас затоваришував з відомим художником Мір Сайїдом Алі. Успішна кар'єра аль-Самада тривала до початку 1540-х років, коли шах став звертати менше уваги на творчість, майже перестав надавати замовлення.
У 1544 році біглий падишах Хумаюн з династії Великих Моголів домовився з Тахмаспом I, щоб той дозволив Абд аль-Самаду перейти на службу до Великих Моголів. Проте з огляду на непевне становище Хумаюна аль-Самад деякий час мешкав та працював при дворі намісника Хорасана у м.Мешхед (звідси його прізвисько Мешхеді). Лише у 1549 році художник остаточно опиняється при вдорі Хумаюна. Того ж року він разом з Хумаюном перебирається до Кабулу. Тут Абд аль-Самад знаходився до 1555 року, коли Моголи намагалися повернути собі владу в Індії. В цей час навчав малюваню шахзаде Акбара.
У 1555 році разом із могольським двором перебирається до Делі. Після смерті Хумаюна у 1556 році залишився у почті малолітнього падишаха Акбара. До 1577 року виконав численні замовлення для падишаха. Того ж року його було призначено головою монетного двору. У 1582 році стає доглядачем торгівлі. Наступного року — керуючим дому падишаха. У 1588 році призначається дивані (головою фінансів) провінції Мультан. В цей час отримує ранг мансаб 400 й почесне звання «Ширін Калам».
Із середини 1580-х років починає новий етап творчості художника. Він визначав напрямки могольської мініатюри до своєї смерті. Помер він після 1595 року. За деякими відомостями близько 1600 року. Йогос праву продовжили сини.

## Творчість
Початок малювання пов'язано з роботою над «Шах-наме» у 1530–1535 роках. Тут ймовірно він більше навчався у Мір Сайїда Алі. Самостійний стиль аль-Самада помітний у 6 мініатюрах книги «Хамса» Нізамі.
При могольському дворі у 1550–1555 роках першою значною працею є збірка мініатюри «Принци дому Тимура». Художник також виконує інші замовлення правителів. Яскравим прикладом є мініатюра «Акбар показує свій малюнок Хумаюну», яка витримана у Сефевідському стилі, характерному для майстерні шаха Тахмаспа в Тебрізі.
У 1562 році разом із Мір Сайїдом Алі починає працювати над створенням 14-томної версії «Гамза-наме». після смерті у 1572 році Алі, аль-Самад продовжив справу. Завершив «Гамза-наме» у 1577 році. Манускрипт складався з 1400 великих (67,6х51,3 см) мініатюр, написаних на бавовняній марлі. Сюжетом послужили історії з житія Гамзи, дядька пророка Магомета, що прийняли вигляд легенд і казок. До тепер збереглося близько 140 мініатюр з цієї книги. Вони як і раніше пов'язані з перською традицією, тим не менш, демонструють прагнення до натуралізму, реалістичного відображення простору, ясного викладу розповіді, в них помітний інтерес до портрету.
Ще однією великою працею було ілюстрування манускрипту «Дараб-наме» («Історія Дараби»), над яким художник протягом 1585 року.